# José María Villarreal Sandoval
José María Villarreal Sandoval (Soatá, 5 de octubre de 1910-Arbeláez, 6 de abril de 1998) fue un abogado, diplomático y político colombiano.
Fue Senador de la República, Gobernador de Boyacá, Ministro del Interior, Ministro de Justicia y Ministro de Comercio de Colombia.

## Biografía
Nació en Soatá, al nororiente del Departamento de Boyacá, en octubre de 1910, hijo de Jesús Villarreal y Soledad Sandoval. Su padre era un terrateniente acomodado y ex general del bando conservador en la guerra de los Mil Días. Estudió la educación primaria en su ciudad natal, para después concluir sus estudios secundarios en el Colegio de Boyacá, en Tunja. De allí pasó a estudiar Derecho en el Colegio Mayor de Nuestra Señora del Rosario, dónde se conoció con Alfonso López Michelsen.
Sin graduarse aún, en 1936 fue designado Canciller de Legación (Cargo equivalente al de Tercer Secretario) en la Embajada de Colombia en Bélgica, por parte del presidente Alfonso López Pumarejo, sirviendo bajo el embajador Francisco Umaña Bernal. Allí, estudió economía política y estadística en la Universidad Libre de Bruselas.Al regresar al país, ocupó un puesto en el Ministerio de Economía Nacional.
Fue designado Secretario General del Consejo de Economía Nacional en 1938, por el Ministro de Hacienda Carlos Lleras Restrepo. Finalmente se graduó de la Universidad del Rosario en 1940, y continuó vinculado a la institución como prefecto de disciplina y profesor. También dictó clases en la Universidad Libre de Colombia y en la Pontificia Universidad Javeriana.
En las elecciones legislativas de 1947 llegó al Senado de la República cómo cabeza de lista del Partido Conservador en Boyacá. Ese mismo año fue nombrado Gobernador de Boyacá por el presidente Mariano Ospina Pérez, encargándose de reorganizar la Policía.
Estando en el cargo, ocurrieron los acontecimientos del Bogotazo, disturbios desatados por el magnicidio de Jorge Eliécer Gaitán: Tras lograr controlar la revuelta liberal en Boyacá, envió 3.000 efectivos conservadores provenientes principalmente de la vereda Chulavita (nombre por el cual se conocería en el futuro a grupos de conservadores armados) para defender el Gobierno Conservador en Bogotá, siendo decisivos tales refuerzos para evitar la caída en el desgobierno del país. Al día siguiente de los hechos, el presidente Ospina nombró un gabinete mitad Liberal y mitad Conservador; el nuevo ministro de Gobierno, el liberal Darío Echandía Olaya, lo destituyó de inmediato.
A finales de 1948 fue designado como miembro de la Dirección Nacional del Partido Conservador, y en agosto de 1950 el recién electo Presidente Laureano Gómez lo nombró Ministro de Comercio e Industria, puesto que ocupó hasta noviembre del mismo año. Luego pasó al Senado y en 1953 fue nombrado Embajador en Reino Unido, cargo que ocuparía hasta 1957; fue designado miembro de la Asamblea Nacional Constituyente de 1953 por el presidente Laureano Gómez.
Instaurada el Gobierno de la Junta Militar en mayo de 1957, fue designado Ministro de Gobierno, antes de pasar a ser Ministro de Justicia en diciembre; también se desempeñó como Ministro de Relaciones Exteriores, en calidad de encargado.
Finalmente, sirvió como Embajador en Japón durante los Gobiernos de Alfonso López Michelsen y de Belisario Betancur Cuartas.
Falleció en abril de 1999, en el municipio de Arbeláez, donde se había retirado por motivos de salud.